# Разова, Фарида Мугалимовна
Фарида Мугалимовна Разова — советский хозяйственный и государственный деятель, лауреат Государственной премии СССР за выдающиеся достижения в труде.

## Биография
Родилась в 1943 году в селе Купербаш. Член КПСС.
В 1960—1965 годах — рабочая колхоза «Маяк» Янаульского района Башкирской АССР.
В 1965—1996 годах — оператор по добыче нефти и газа НГДУ «Южарланнефть».
Отличилась при освоении и разработке Ново-Хазинской площади Арланского месторождения нефти.
За большой личный вклад в увеличение добычи нефти и газа была в составе коллектива удостоена Государственной премии СССР за выдающиеся достижения в труде 1984 года.
Живёт в Башкортостане.

## Награды
- Орден Дружбы народов (1981)